# Ana Gertrudis de Urrutia Garchitorena
Ana Gertrudis de Urrutia Garchitorena (Cádiz, 1812-5 de noviembre de 1850) fue una pintora del siglo XIX que llegó a ser académica de mérito en la Academia de Bellas Artes de Cádiz, nombramiento que se le dio el 9 de diciembre de 1846.
Hija de Tomás de Urrutia y de Ana Garchitorena, y hermana de Francisco Javier de Urrutia, artista y literato gaditano de fama en su época, que dirigió la educación pictórica de su hermana.
Como pintora destacó en el género histórico y religioso. Sus obras muestran un estilo de raíces neoclásicas, con cierta influencia de Murillo. Sus obras presentan una buena estructura.
Contrajo matrimonio con el también pintor Juan José de Urmeneta, que era profesor de pintura y escultura y llegó a desempeñar el cargo de director de la Academia gaditana de Bellas Artes.
Realizó un considerable número de pinturas al óleo que fueron objeto de exposición pública en Cádiz. De entre su producción destaca un San Gerónimo, pintura de escuela holandesa, que la pintora regaló a la Catedral Nueva de Cádiz; Santa Filomena y La resurrección de la carne, óleo conocido como El Juicio, que fue expuesto en Cádiz en 1846. También son dignas de mención las obras:
- La estigmatización de San Francisco, también conocida como Visión de las llagas de San Francisco, ejecutada en 1841 y que se encuentra en el Museo Catedralicio de Cádiz.
- Retrato de Don Joaquín Fonsdeviela, que donó a la Academia en el año 1847 y que puede contemplarse en el Museo provincial de Cádiz.

Su reconocimiento fue tal que la Academia Provincial de Bellas Artes de Cádiz colocó un retrato de la artista en el salón donde se llevaban a cabo sus sesiones y fue mencionada y recordada por Adolfo de Castro en el discurso pronunciado en 1851 en el acto de distribución de premios a los alumnos de la escuela.